# Samuel Ashe
Samuel Ashe, född 24 mars 1725 i Beaufort County, North Carolina, död 3 februari 1813 i Pender County, North Carolina, var en amerikansk politiker. Han var guvernör i delstaten North Carolina 1795–1798. Det högsta ämbetet i North Carolina innehade han redan från 21 augusti till 27 september 1776 i egenskap av President of the North Carolina Council of Safety.
Ashe studerade juridik och arbetade som advokat i North Carolina. Han gifte sig 1748 med Mary Porter och paret fick tre barn. Efter Marys död gifte han om sig med Elizabeth Merrik.
De första månaderna efter USA:s självständighetsförklaring utövade Council of Safety den verkställande makten i North Carolina. Ashe var en av tre personer som hann fungera som det styrande rådets ordförande innan guvernörsämbetet inrättades i november 1776. Ashe valdes till talman i delstatens senat; år 1777 tillträdde han sedan en domarbefattning.
Ashe återvände 1795 till politiken efter en lång karriär som domare. Han var 70 år gammal då han efterträdde federalisten Richard Dobbs Spaight som guvernör. Ashe var motståndare till federalisterna och efter tre år i ämbetet efterträddes han av ytterligare en federalist, William Richardson Davie.
Ashe County samt städerna Asheville och Asheboro har fått sina namn efter Samuel Ashe.